# Albons
Albons ist eine Gemeinde in der autonomen Region Katalonien in Spanien in der Provinz Girona mit 830 Einwohnern (Stand: 2024). 

## Lage
Albons liegt etwa 26 Kilometer nordöstlich von Girona und etwa 110 Kilometer ostnordöstlich von Barcelona nahe der Costa Brava in einer Höhe von ca. 25 m.

## Bevölkerungsentwicklung
| Jahr      | 1970 | 1981 | 1991 | 2001 | 2011 | 2021 |
| Einwohner | 576  | 481  | 455  | 534  | 707  | 794  |

## Sehenswürdigkeiten
- Cucufaskirche
- Kapelle Sant Grau

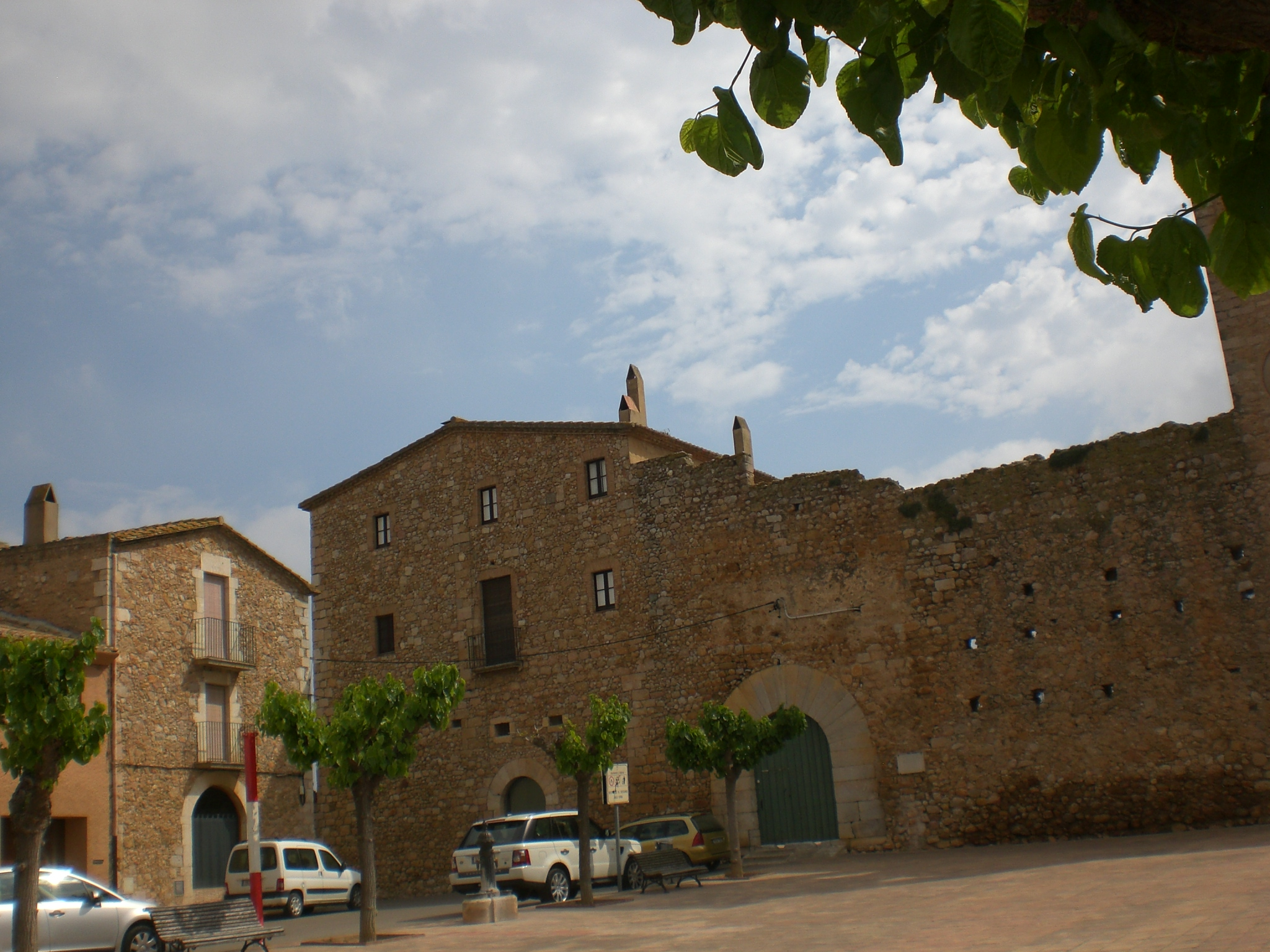
Burgreste
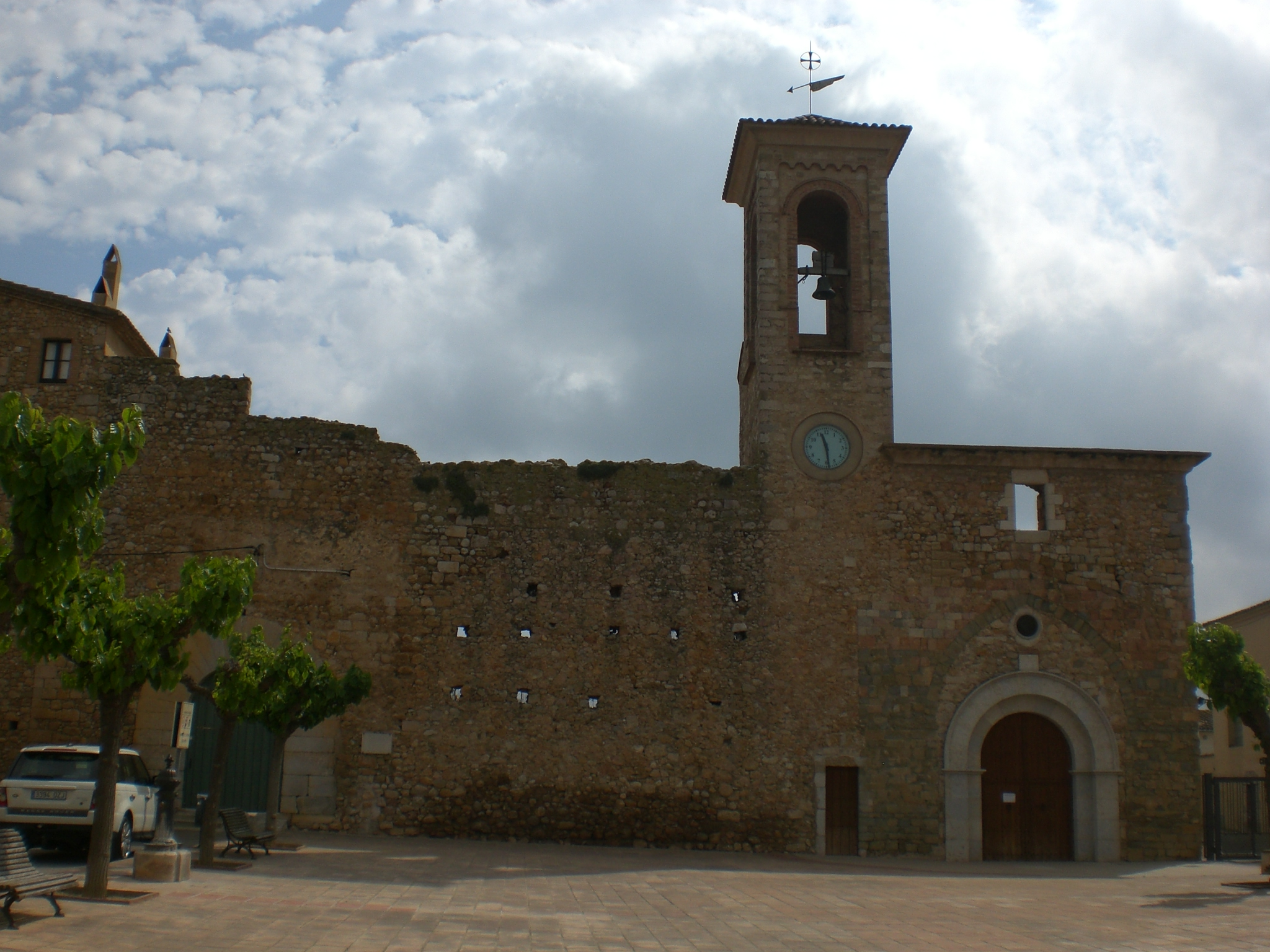
Cucufaskirche
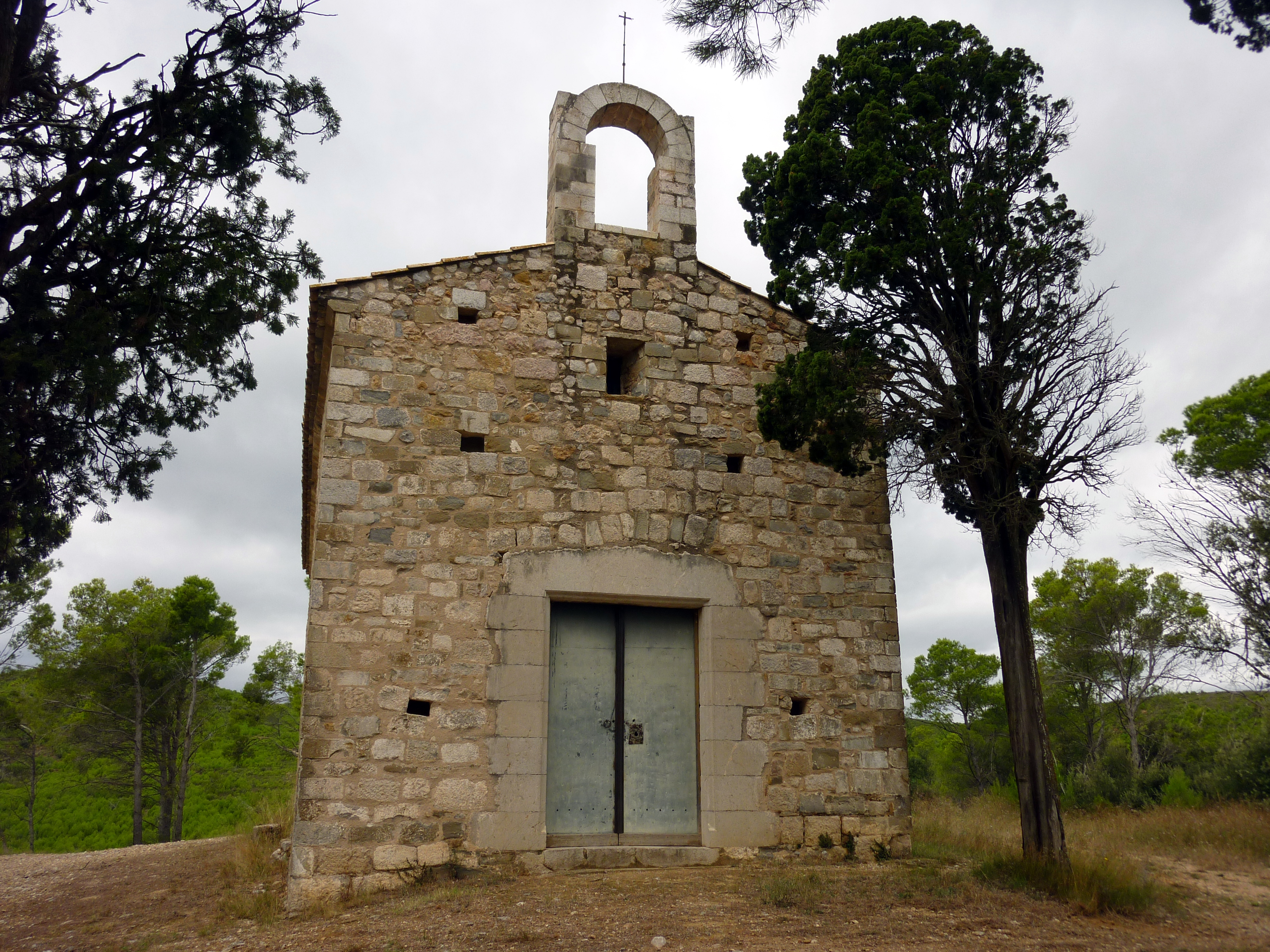
Kapelle Sant Grau
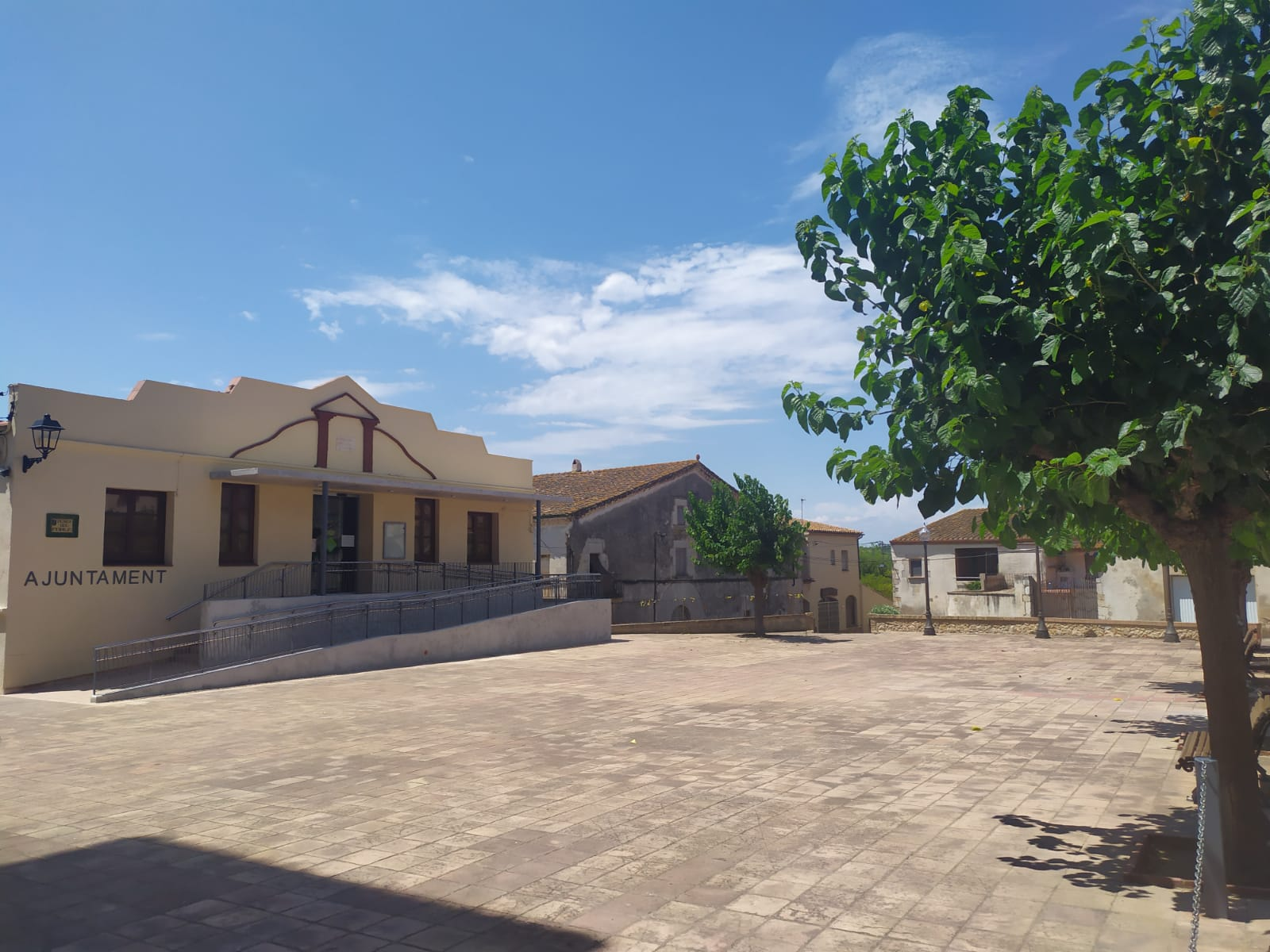
Rathaus